# タージ・マハル
タージ・マハル（ヒンディー語: ताज महल, ウルドゥー語: تاج محل, 英語: Taj Mahal）は、インド北部アーグラにある、総大理石の墓廟。ムガル帝国第5代皇帝シャー・ジャハーンが、1631年に死去した愛妃ムムターズ・マハルのため建設した。インド・イスラーム文化の代表的建築である。1983年にユネスコの世界遺産（文化遺産）に登録され、2007年に新・世界七不思議に選出された。
ムムターズ・マハルは、謀反を起こした臣下ハーン・ジャハーン・ローディー討伐に付き従っていた遠征先のブルハーンプルで産褥病のため、1631年6月7日に死亡した。彼女の遺言のひとつに、後世に残る墓を所望した。彼女はブルハーンプルのザイナーバードの庭園に葬られ、毎週金曜日にはシャー・ジャハーンが訪れていた。1632年着工、1653年竣工とされる。
霊廟の計画はブルハーンプル滞在時には着手され始めたと考えられる。1632年の初めにムムターズ・マハルの遺体は都アーグラに送られ、ダールル・ヒラーファト・アクバラーバードの庭園に安置されたが、シャー・ジャハーンはデカン討伐を続けた。同年6月、シャー・ジャハーンが遠征を終えるとアーグラに戻り、ムムターズ・マハルの一回忌追悼式典が催され、霊廟建設が開始された。基礎工事を経て1636年には白い霊廟がほぼ完成。さらにこれを挟んでモスクと集会場・尖塔・大楼門が建設された。大楼門北側には「神のご加護により、1057年竣工」という文字が刻まれている。
イスラーム暦1057年は西暦1648年であり建設開始から17年を経ているが、その後に付帯設備が5年間をかけて整備され、すべての工事は1653年に完了した。なお、シャー・ジャハーンは、タージ・マハルと対をなす形でヤムナー川を挟んだ対岸に黒大理石で出来た自身の廟を作ろうとしたとされるが、これは実現しなかった。

## 名称
| シャー・ジャハーン |  | ムムターズ・マハル |
| シャー・ジャハーン |  | ムムターズ・マハル |

名前の由来は不確定ながら、王妃ムムターズ・マハルのムムが消え、ターズがインド風発音のタージになったという。ムムターズ・マハルはペルシャ語で「宮殿の光」、「宮廷の選ばれし者」を意味する言葉であり、第4代皇帝ジャハーンギールから授けられた称号。また、彼女の本名はアルジュマンド・バーヌー・ベーグムとされる。タージ・マハルを言葉どおりに訳せば「王冠宮殿」もしくは「宮殿の王冠」という意味になる。
また、地元では親しみを込めてビービー・カー・ラウザと呼ばれていた。ビービーは親しみを込めた貴婦人への呼びかけ。カー・ラウザは「（その貴婦人）の廟園」を意味する。

## 構造

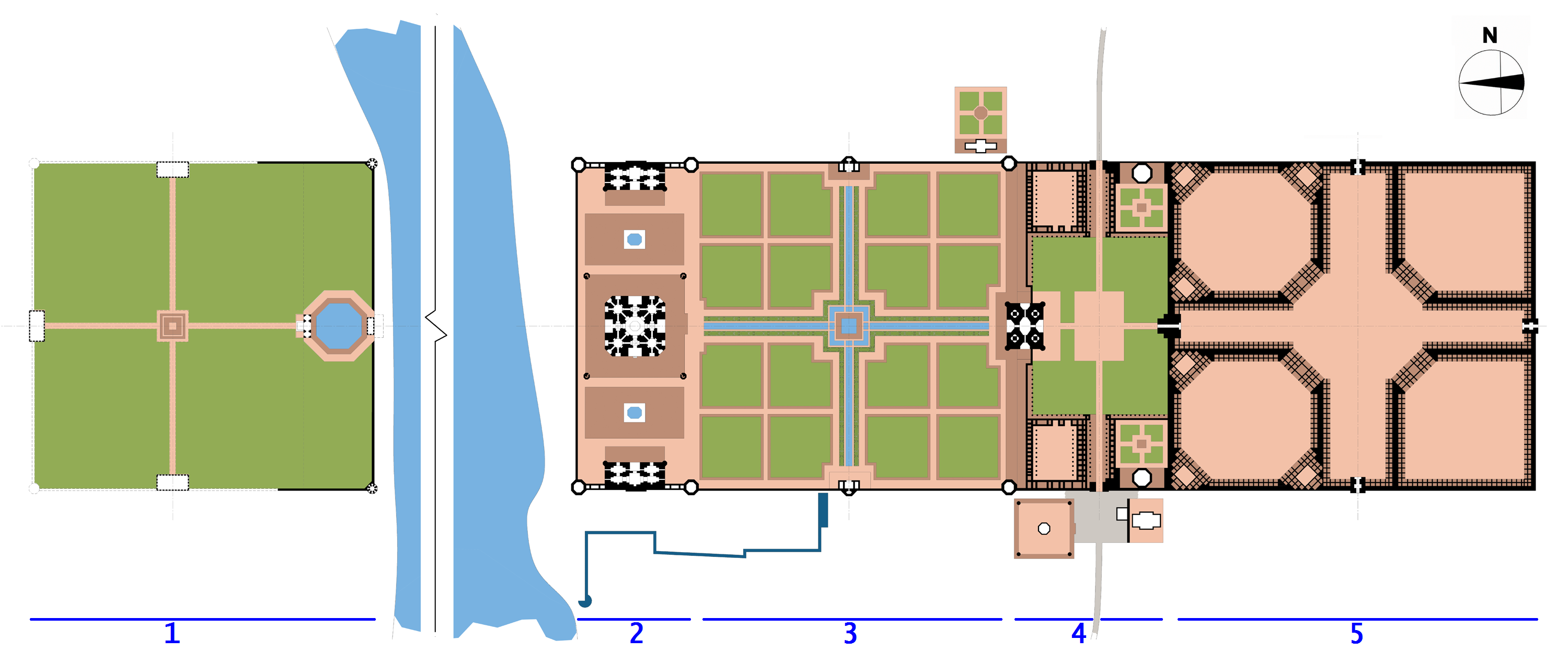
敷地図（左が北）

### 敷地
タージ・マハルは南北560m、東西303mの長方形の敷地にある。南端の約1/4部分は前庭があり、その北端にある大楼門を挟み広がる庭園は一辺296mの正方形であり、水路と遊歩道によって東西南北それぞれに2等分され、さらにそれぞれが4つの正方形で区分されている。その北には敷地の約1/4を占める基壇の上に、廟堂を中心に西側にモスク、東側に集会場がある。
南の大楼門はダルワーザー、ムガル式四分庭園はバギーチャー、西側のモスクはマスジド、東側の迎賓施設はミフマーン・カーナー（ジャマート・カーナー）、そして高さ42mの4本の尖塔（ミナレット）を従える墓廟はマウソレウムと言う。
タージ・マハルの基本設計は、ムガル帝国の墓廟方式の伝統を踏襲している。しかし、例えばフマーユーンの廟やアクバルの廟とは異なる点もある。これらは正方形の庭園の中心に廟堂があり、四方のどの門から入っても同じ景色が目前に広がるように設計されている。それに対し長方形構造と墓廟を北の端に配したタージ・マハルはこの例に倣っていない。また、敷地内にモスクを持つ事も独特である。

### 前庭部と大楼門

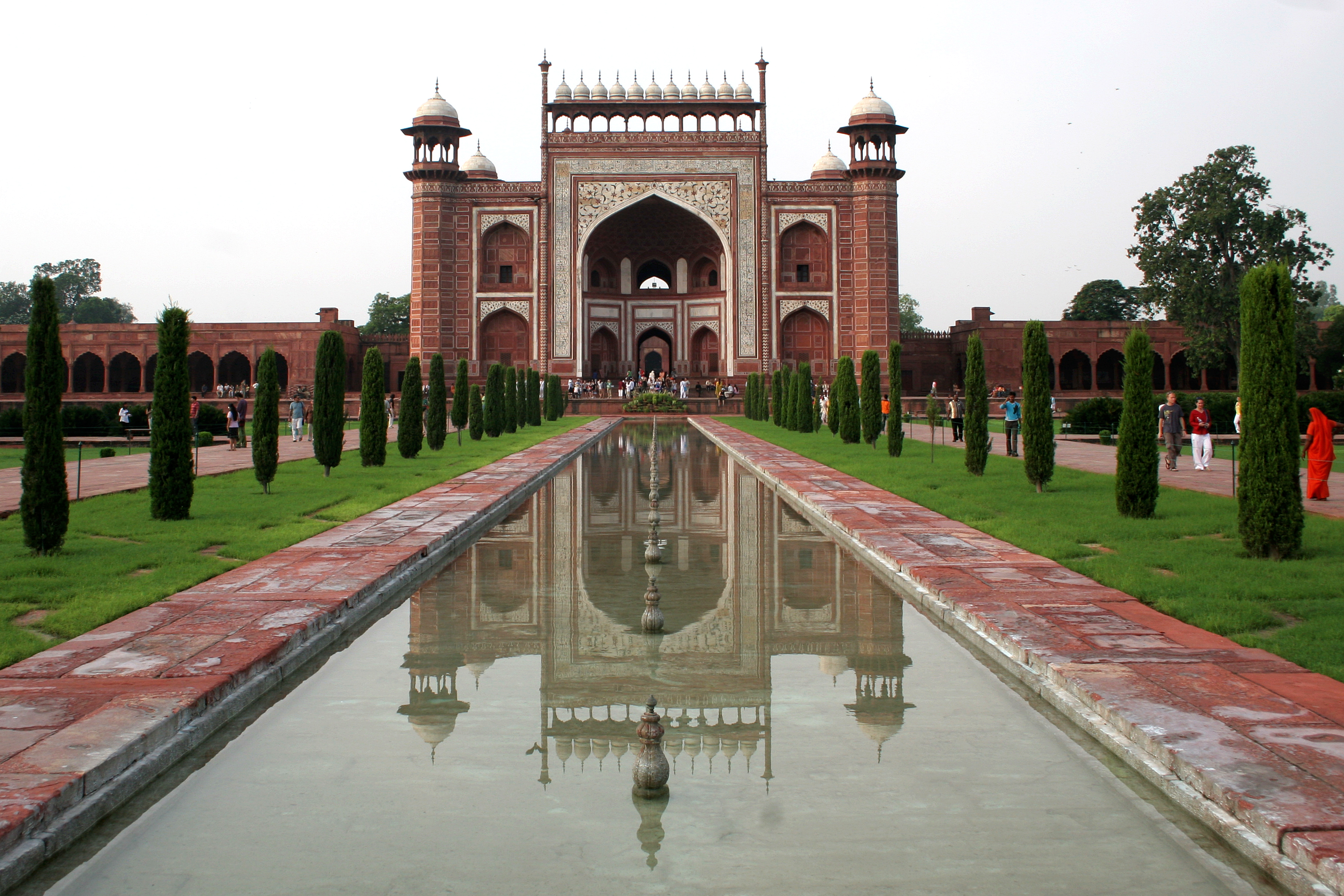
大楼門

大楼門の南には前庭や車だまりおよび従者が控える建物がある。大楼門は赤砂岩づくりで高さ約30m。イスラーム建築で多用される大きなアーチを持つイーワーンであり、両側には八角形の太い塔がある。イーワーンの上には、ファテープル・シークリーの寺院にも見られる白い鍾乳石の型体をした11個の丸屋根がある。

### 庭園

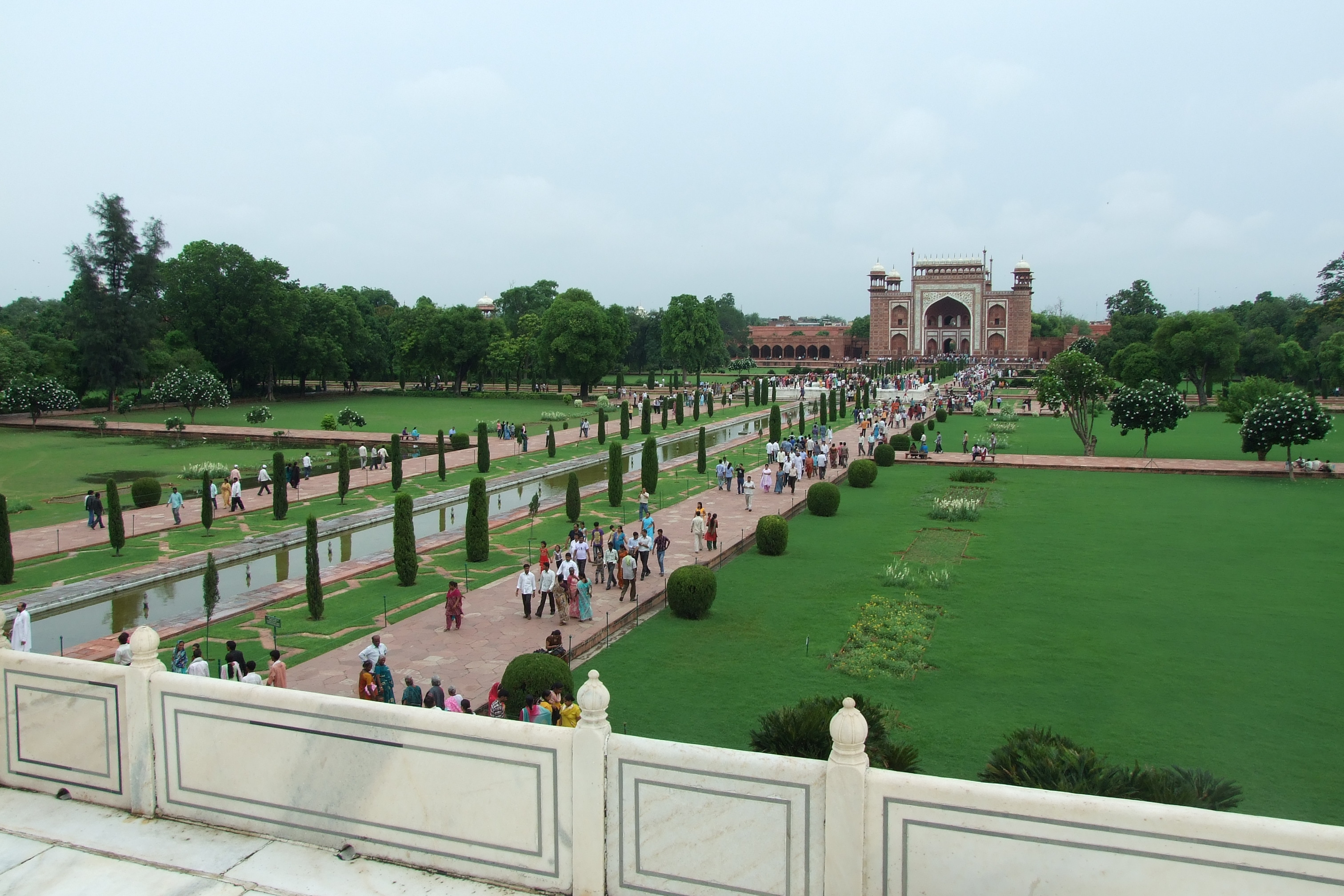
庭園

大楼門をくぐった先に広がる庭園には天上の4本の川をあらわす4本の水路が四方に流れ、この水路が交わるところには天上の泉を表す池が配置されている。これはペルシャ様式のチャール・バーグ式を踏襲している。
水の供給には直径約23cmの管路から行われる。庭園植物への灌水の他、これはさらに細い管を通して水路の南北にある計24基と、中央の泉にある5基の噴水へ水の供給が行っている。通常ならば取水口から遠い噴水には水圧が低下するが、タージ・マハル庭園ではそれぞれの噴水の下に壺が埋め込まれ、ここに一度水を貯めることで各噴水の高さに差が現れないよう工夫されている。
ムガル朝の霊廟形式では、本来庭園の中心に墓廟があり、四方いずれからも同じ景色をつくる。タージ・マハルの庭園の中心には、墓廟の代わりに一辺23mの四角い白大理石づくりの基壇がある。中央の泉は一辺13mの方形であり、池と基壇の各辺の比は、墓廟とその基壇の比とほぼ一致する。
霊廟の庭園は、イスラーム教徒にとって砂漠の中の楽園を意味する。タージ・マハルも同様に列柱回廊で囲まれ、東西には門の代わりにバルコニーを備えた二階の楼台（バラダリ）がある。その中には豊かな花々や果樹が植えられ、季節によってバラ、チューリップ、ユリ、マリーゴールド、水仙などが咲き、マンゴー、オレンジ、レモン、ザクロ、リンゴ、ブドウなどが実を結んでいた。現在の庭園は糸杉の並木と芝が一面に植えられ、大樹がところどころにあるが、これは19世紀にイギリス人が作り変えたものである。

### 基壇と尖塔

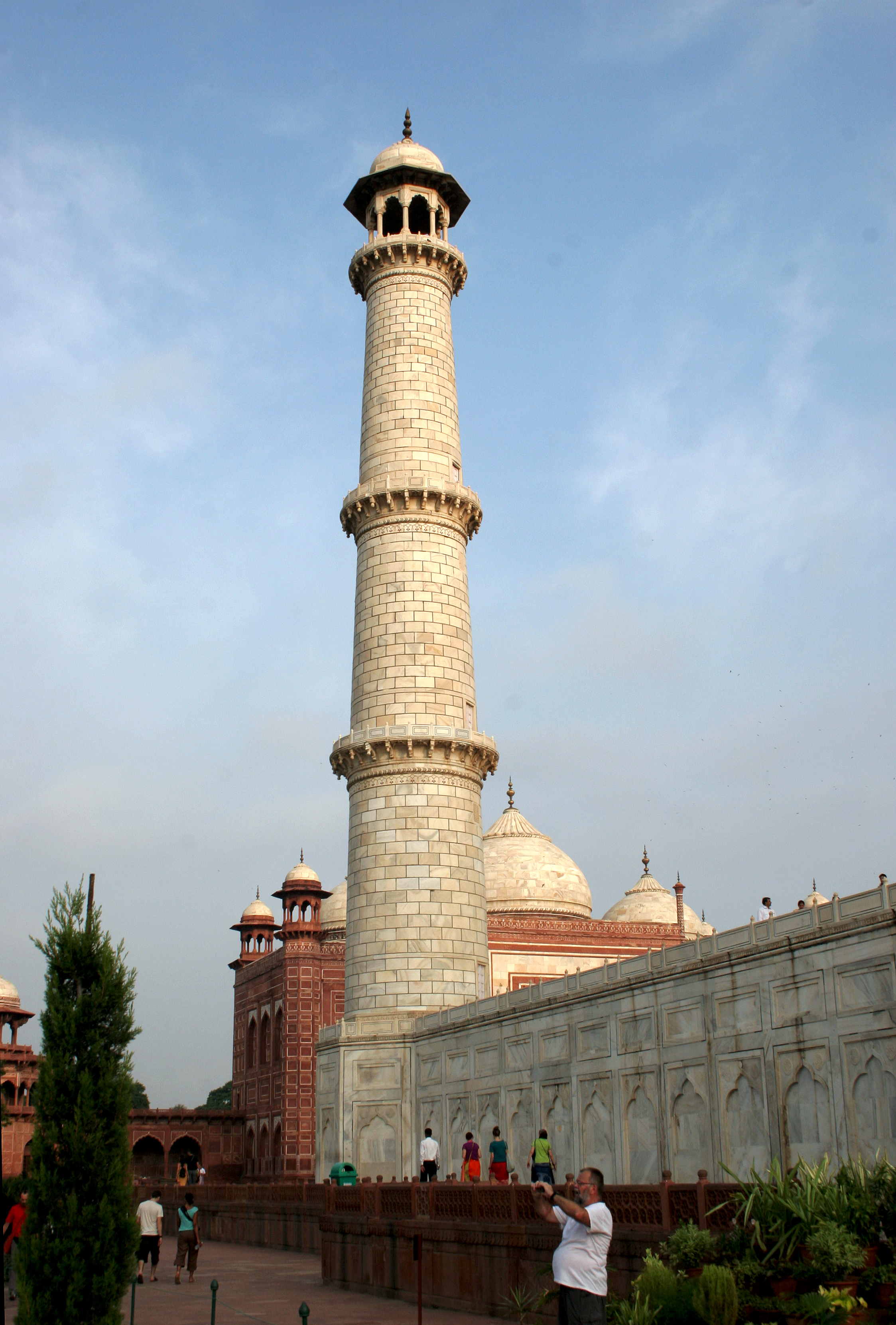
尖塔

庭園奥には中央に高さ5.5mの基壇の上に立つ白亜の墓廟があり、四隅には4本の尖塔が建っている。向かって左（西）にモスク、右（東）に集会場がある。基壇を昇る階段は庭側から見えない場所に設置されている。ムガル帝国の霊廟では、この基壇周囲にはアーチ状の列柱とその後ろに小部屋が据えられ、一族や縁者の墓石を置く例が主だが、タージ・マハルの基壇にあるアーチは単なる浮き彫りであり小部屋も無い。これは、タージ・マハルがあくまでムムターズ・マハルだけのために建設されたことを表している。
4つの尖塔は「皇妃に仕える4人の侍女」に喩えられる。しかしその形は灯台と小さなバルコニーを備えただけの単純で、イギリスの小説家オルダス・ハクスリーは「人類が手がけた中で最も醜悪な建築物のひとつ」とさえ形容した。ただしこれらは主役の墓廟を際立たせるとともに、全体で視覚的なバランスに寄与している。
各々の尖塔は、わずかに墓廟の外側へ傾斜して建てられており、地震があった際に墓廟側へ倒壊して傷つけないようにとの配慮だと伝わっている。

### 墓廟

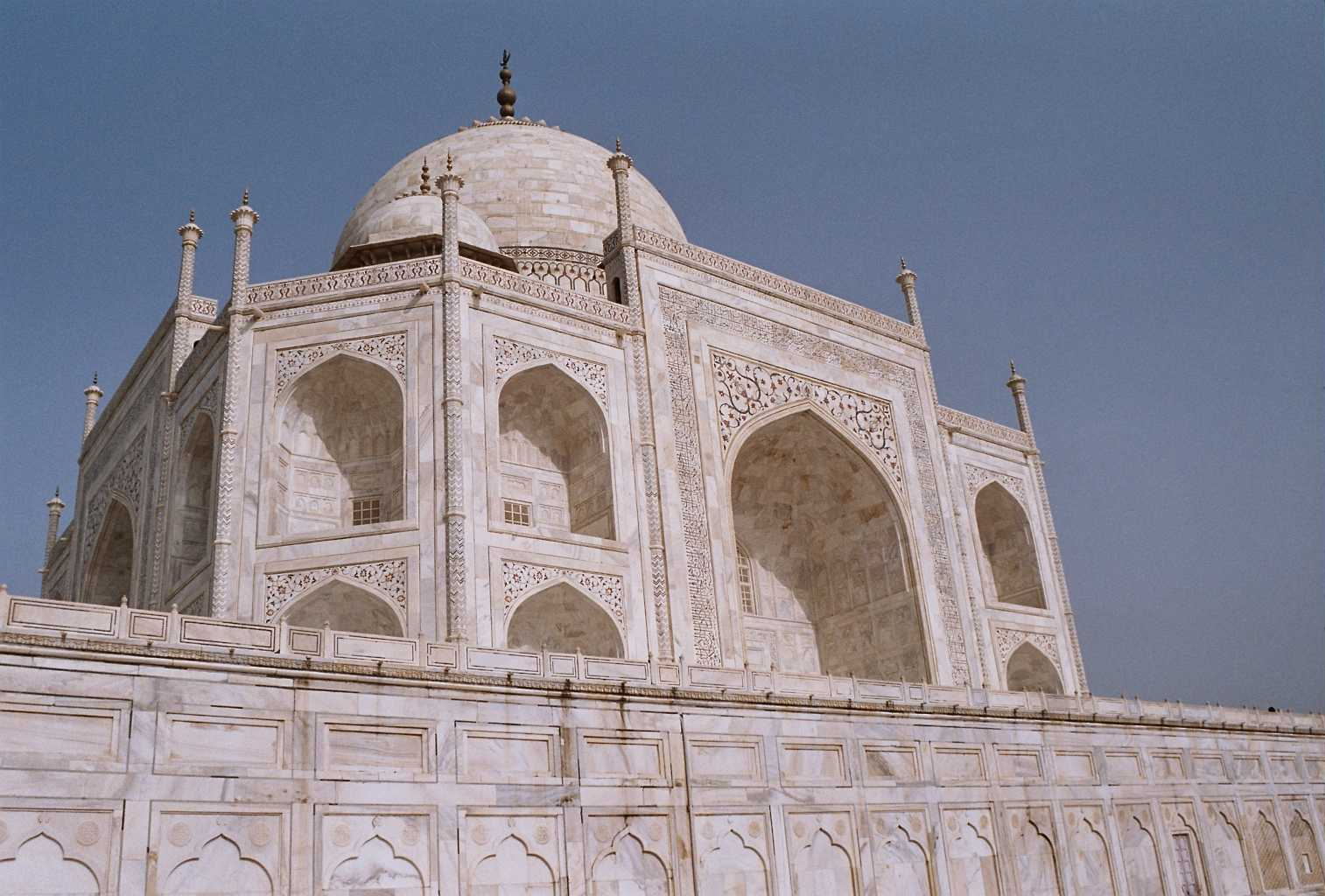
墓廟

墓廟は横と奥行きがどちらも57mの正方形を基本に、四隅が切られた変形八角形をしている。対して高さは丸屋根上部までが58m、上に据えられた頂華の長さを加えると更に高くなる。この比率はタージ・マハルが目前から見上げられる際に威容を感じさせるためのである。しかし遠目から見るとバランスに欠ける。そのため基壇の端に塔を置き、視覚的な重心に配慮している。
最上部にムガル建築の様式である三日月と水差しを重ねてあしらった頂華を備え、繋ぐ部分には蓮の花弁を象った飾りパドマコサを持つ丸屋根は、建物本来の高さ約23mから持ち上げるため下に長い円筒が置かれ、その総重量は12,000トンにもなる。この重さは内部にある八角形の石積みの柱が支え、ずれや傾きを防ぐために工夫された楔で固定されている。
建物の屋上には丸屋根を囲む四隅に小さな丸屋根を持つ小楼（チャハトリ）が配される。建物の正面を含む4つの面には大きなアーチ型飾り門があり、その両隣と切られた四隅にはそれぞれ上下2段の小さなアーチ飾り窓がある。さらに八角形の建物のそれぞれの角と飾り門の両端には飾り柱があり、先端は建物の上に伸びている。飾り門や窓は意図的に深い奥行きを持たせており、太陽や月の光がつくる濃い影を作らせ、建物の微妙な表情を演出させる。
墓廟の内部に入ると丸天井は24mしかない。これは二重殻ドームという形式で、外観上の丸屋根と内部の天井の間に空洞が置かれ、屋外から見るデザインと屋内の空間とのバランスを両立させる形式であり、この工夫は16世紀の西アジアで考え出された。内部中央の八角形のホールには、その中心に白大理石にコーランの章句や草花の連続文様が装飾された衝立が囲うムムターズ・マハルの墓石がある。そしてその横（庭から入ると向かって左）には一回り大きな墓石があるが、これは夫のシャー・ジャハーンのものである。中央ホールを取り囲む四隅には本来は親族を葬るために造られる八角形の小部屋が4つある。しかしそこへ至る通路はすべて閉じられ、事実他の誰の墓部としても使われていない。
タージ・マハル墓廟には地下室がある。庭側入り口の脇には狭い階段があり、そこを下ると基壇内に造られ床は庭と同じ高さになる玄室がある。ここにはホールの真下にムムターズ・マハル本来の墓石が安置されている。ホールの墓石はあくまで象徴的な参拝用のものであった。なお、その横には同様にシャー・ジャハーンの本来の墓石がある。この地下室は閉じられていたが、現在は観光用に見学ができる。

### モスクと集会所

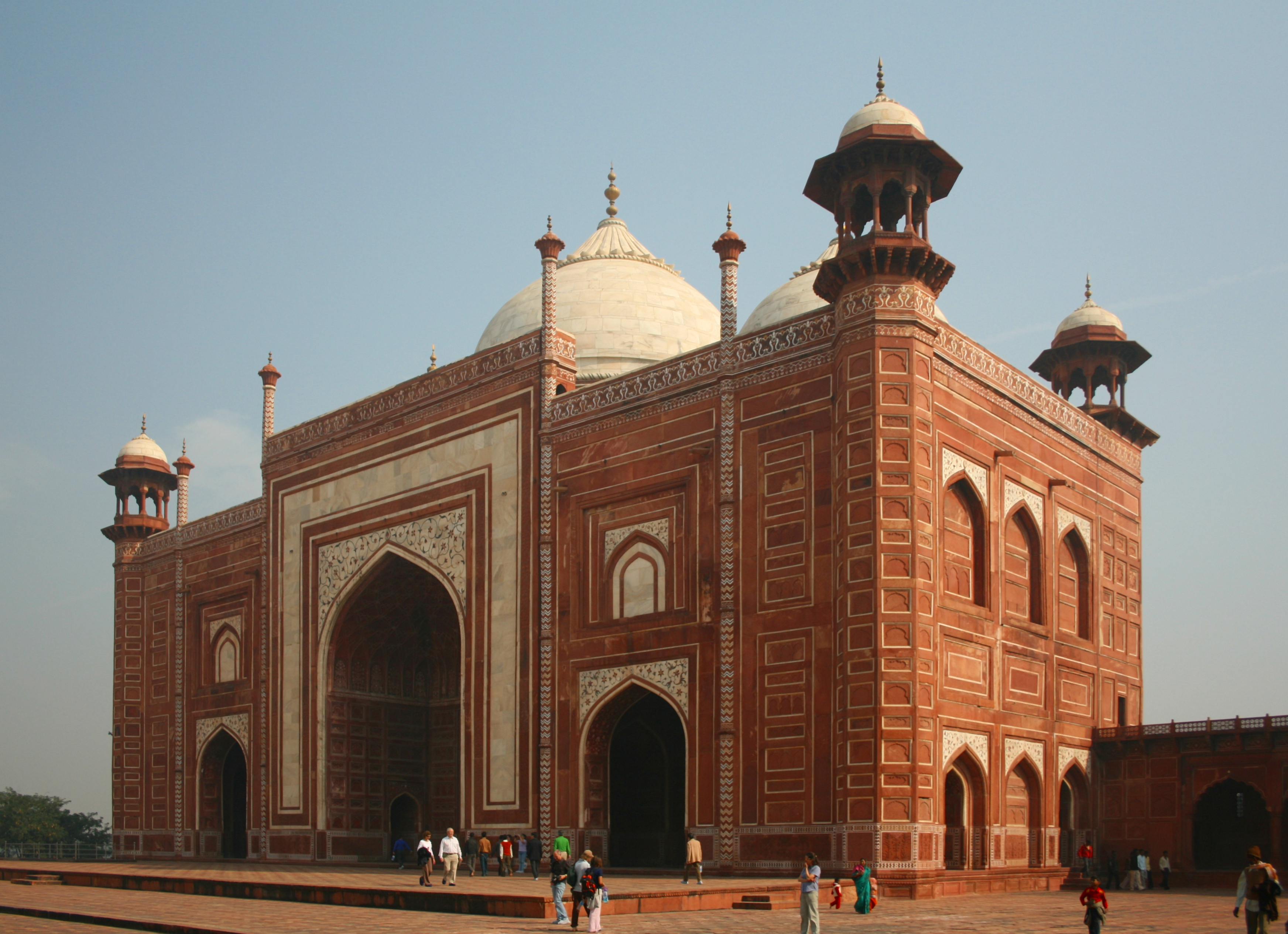
集会場。モスクも外観は同じである。

墓廟を挟むモスクと集会場は、対称な形で向かい合い、いずれも赤砂岩づくりの外観である。しかし、内部は大きく異なる。モスクには礼拝のために聖地メッカの方向を示すアーチ形のミソラーブがあるのに対し、集会場の内部には迎賓などのための広い空間だけがある。このようなモスクや集会場がある霊廟は、他のムガル帝国廟にはない。

### 周囲
周囲にはムムターズ・マハルの侍女サティー・ウン・ニサー、シャー・ジャハーンの他の妃であったシルヒンディー・ベーグムやアクバラーバーディー・ベーグムといった縁者の墓がある。
北側はヤムナー川に接し、かつてはアーグラ城塞から船でタージ・マハルの北から廟内に入っていたが、現在では訪問客は南から大楼門をくぐって訪れる。その南にはかつてはムムターズバード、今はタージ・ガンジーと呼ばれる街区があり、商業や宿泊施設などが広がっている。
タージ・マハルと対面するヤムナー川の北岸には、対応するように胸壁があり、この中央には楼台、左右には望楼が置かれ、これらの北にも庭園がある。

## 建設

### 場所の選定

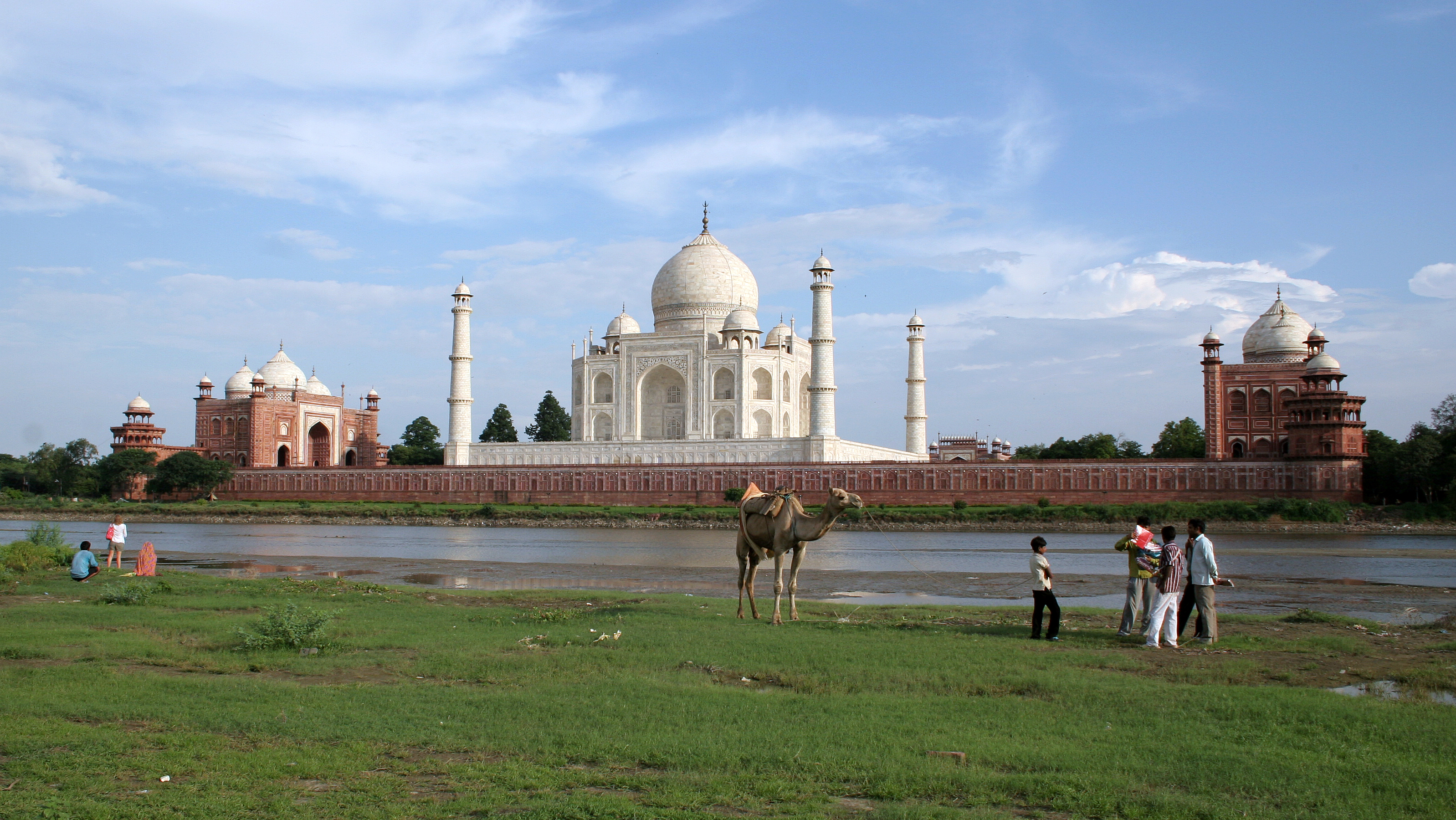
北側のヤムナー川から見たタージ・マハル

タージ・マハルの建設地には、アーグラ城塞からヤムナー川を東へ約1kmほど下流の河川が湾曲する外側に当たる場所が選ばれた。ここは当時ラージャ・ジャイ・シングが所有する庭園で、彼の曾祖父にして皇帝アクバルの重臣でもあったラージプートの君主ラージャ・マーン・シングが造営したものだった。
この場所は、次の理由から選ばれた。
- ムガル王朝の伝統では、墓は庭園の中にあるべきと考えられていた。
- ヤムナー川はアーグラ城塞のある場所で湾曲し、同じく河川が曲がったこの場所に建設すれば建物の姿が川面に映りシンメトリーの視覚効果が得られると計算された。
- 河川が曲がる外側は、それだけ強固な地盤が期待できた。

### 設計
設計にはイスラーム世界から広く名声を博した建築家や工芸家らが集められた。20世紀にインド政府考古学調査局長のB・L・ダーマは研究書『ザ・タージ』にて設計者をイスラームに帰依したインド人ムハンマド・イーサー・エフェンディーと述べた。しかし、これも当時のヒンドゥー至上主義の影響を受けたもので、事実上設計者名は不明なままである。シャー・ジャハーンの主任建築家だったウスタード・アフマド・ラーホーリーの墓碑には彼がタージ・マハルの設計者だったと記されているが、これも多くの工匠らが持ち寄った設計を纏める役割に過ぎなかったと考えられる。

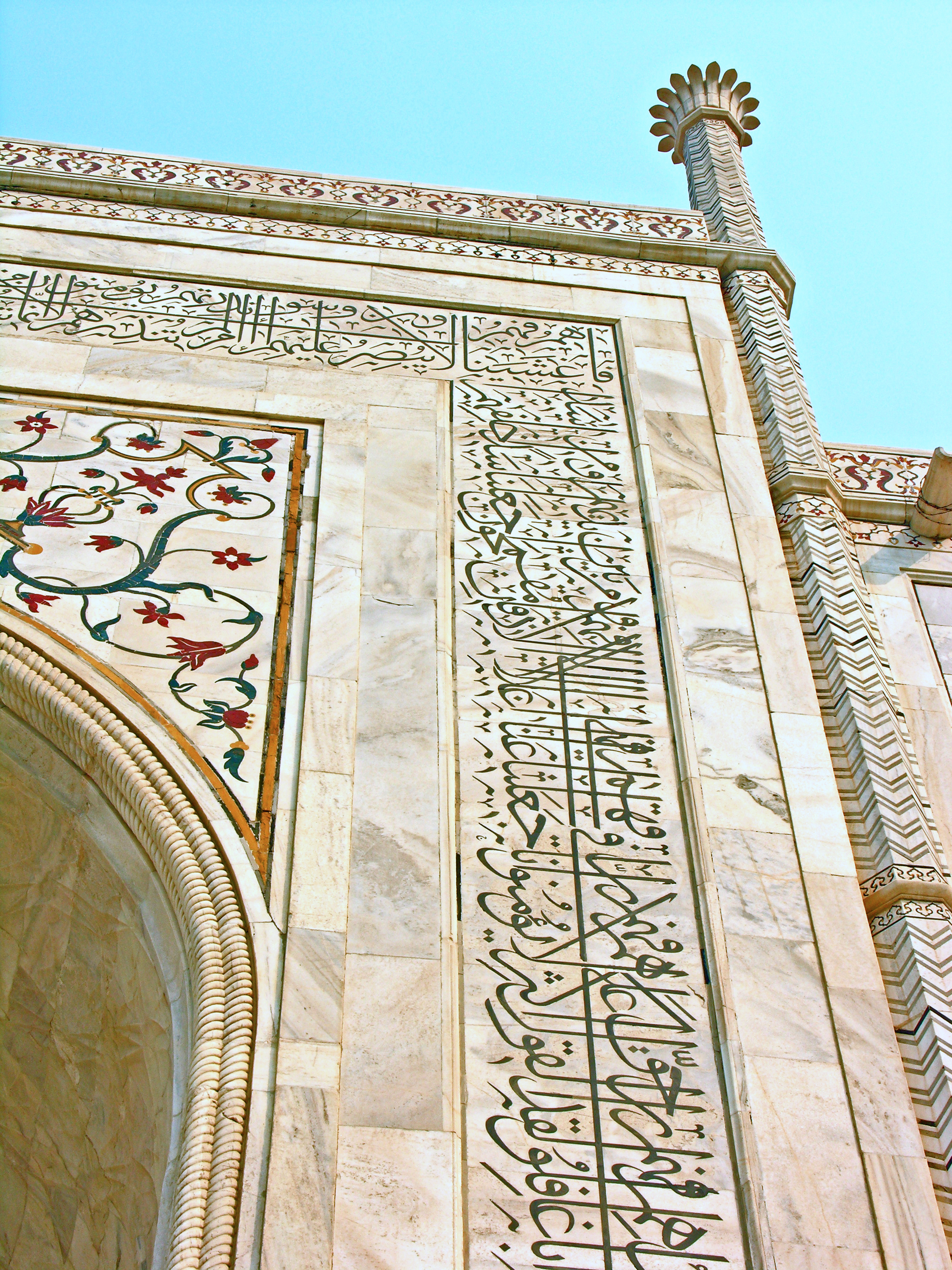
墓廟の外壁を彩る聖クルアーンの章句はシーラーズの書家アマーナトハーンの筆。スルス体で書かれている。

しかし名が伝わる部分の設計担当や工匠らもいる。円筒と組み合わせた丸屋根の設計はトルコから招かれたイスマーイール・ハーン、頂華の製作はラホールのカーシム・ハーン、大理石象嵌はデリーのチランジー・ラール、大楼門や墓廟に刻まれたカリグラフィーはシーラーズのアマーナト・ハーンとシリアのラウシャン・ハーンの2人の書家、透かし彫りや貴石の細工はバルーチスターンから細工師のアミール・アリー、石組みにはバグダードから技師のムハンマド・ハニーフが呼ばれ、他にも集められた有名な技師たちは多く、知られているだけでも37名が雇われた。彼らは高給を与えられ、例えばムハンマド・ハニーフは月1000ルピー、カーシム・ハーンは月695ルピーを得た。一般の熟練工で月5〜6ルピー、人夫は月1.5ルピー程度だったが、当時の通貨価値では1ルピーで小麦80kgが買えた。
墓廟の外壁には聖クルアーンの章句が刻まれているが、章句の選定とそのカリグラフィック・デザインはシーラーズ生まれの書家アブドゥルハックに任された。シャージャハーンは書の出来栄えを気に入り、アブドゥルハックに「アマーナトハーン」のラカブ（尊号）を与え、900ザールのマンサブの地位も与えた。アマーナトハーンはその後さらに6年間かけて墓廟外壁のカリグラフィック・デザインを監督した。
職人はペルシャやアラブ、果てはヨーロッパから2万人ほどを集めた。

### 建設
17年とも22年と言われる建設期間中には、常に2万人もの人々が工事に携わった。タージ・マハルが建つヤムナー川の岸は傾斜しており、庭園を囲む回廊の外側には厚い石垣が積み上げられ、土地を水平に造成している。
建材はインド中から1,000頭以上もの象で運ばれてきたといわれ、大理石はラージャスターン地方のジャイプル産という。赤砂石はファテープル・シークリーの石切り場から運ばれた。翡翠や水晶は遠く中国から、トルコ石はチベットから、サファイアや瑠璃はスリランカから、カンラン石はエジプトから、珊瑚や真珠貝はアラビアから、ダイヤモンドはブンデルカンドから、アメジストや瑪瑙はペルシャから集められた。他にも、碧玉はパンジャーブ地方から、ラピスラズリはアフガニスタンから、カーネリアン（紅玉髄）はアラビアから取り寄せられたものだという。全体で28種類もの宝石・宝玉が嵌め込まれていた。
タージ・マハル建設にどれだけの費用がかかったかは明らかではない。宮廷史家アブダール・ハミード・ラホーリーは著書『皇帝行伝（パードシャー・ナーマ）』にて500万ルピーと記しているが、その他にも980万、1850万、4000万ルピーという説もある。

## タージ・マハル建設の意義
ヒンドゥー教徒は墓を持たず、遺体は火葬され遺骨や灰は川に流される。霊魂は永遠と考えるイスラーム教徒が持つ墓は簡素なものに過ぎない。ムガル王朝の皇帝は大きな霊廟を備えたが、これは専制君主の権勢を示す目的があった。権力を握っていたわけでもないただの王妃に対し壮大な墓廟が建設された例は、他にはほとんど無い。
タージ・マハル着工の頃、シャー・ジャハーンはヒンドゥー教を抑圧する令を発するなど、イスラーム教国家建設に取り掛かっていた。その中でタージ・マハルはイスラーム教徒の精神的中心として構想された。聖者信仰はイスラームにもヒンドゥーにも見られ、その墓所は霊力が宿るという考えはムガル王朝期のインドでは強かった。ムムターズ・マハルを聖者とみなす根底には、イスラーム社会が女性に夫への愛と子を生すことを求め、産褥による死は男性が聖戦で死す事と同義とみなす母性信仰があり、生涯で14人の子を産み36歳で死んだ彼女は殉教した聖者になるに充分だったと言える。
この意義に叶うため、タージ・マハルは巡礼者を受け入れる施設を持たされた。訪問中にメッカへ礼拝するためのモスク、食事や宿泊のための集会所、巡礼者の車場置き場、そして外部の市場もこの機能を補助した。タージ・マハルが完成した時に、その美しさにシャー・ジャハーンが詠んだ詩には、ここが罪を負う者が悔恨し、罪行から自由になり、許され清められる典雅な高殿であり、神の光とともにあると述べられている。

## その後

### シャー・ジャハーン廃位

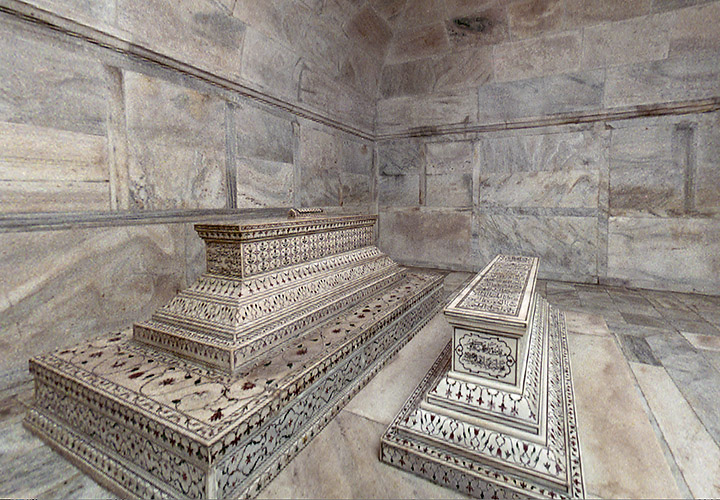
シャー・ジャハーン（左）及びムムターズ・マハル（右）の墓石

ムガル王朝は常に皇子らの間で皇位を巡る激しい争いが起こり、「王冠か死棺か」とさえ言われた。第三皇子だったシャー・ジャハーンも例外ではなく、皇位継承権を持つ一族すべての男性を殺して帝位に就いた。
そしてこれは、シャー・ジャハーンとムムターズ・マハルの間に生まれた息子たちの間でも繰り広げられ、1657年にシャー・ジャハーンが重病に陥ると4人の息子が帝位をめぐり争った。シャー・ジャハーンは第一皇子のダーラー・シコーに皇位を継がせようと手元に置き教養を与えた。しかしヒンドゥーやバラモン教にも理解を示す兄に、敬虔なイスラーム教徒であった第三皇子のアウラングゼーブには許しがたい背信に映った。
16歳から戦場に身を置き、その中で果敢な性格と皇位を狙う野心を育てていたアウラングゼーブは反乱の挙兵を起こし、1658年に兄の軍を破ると父シャー・ジャハーンの前で兄を異端に堕ちた者と弾劾し、自らの行動を認めさせ、アウラングゼーブは皇位に就いた。しかしシャー・ジャハーンはダーラー・シコーを支援する旨を記した手紙を秘かに送ったが、アウラングゼーブの知るところとなり、彼は父をアーグラ城塞内に幽閉した。幽閉されたままのシャー・ジャハーンは1666年1月22日に亡くなった。翌日彼の遺体はタージ・マハルに運ばれ、妻の脇に葬られた。対称性を重視するイスラーム建築にあって、これに反する夫妻の墓碑の並びは、アウラングゼーブが父をいかに憎んでいたかを物語る。
アウラングゼーブも遠征先で帯同させた妃ディルラース・バーヌー・ベーグムを産褥で失った。彼は皇帝に就く前年の1657年から着手し、妃が亡くなったアウランガーバードに60万ルピーの費用をかけて彼女の墓廟ビービー・カ・マクバラー廟を建設した。これは白亜の廟堂と4本の尖塔など、タージ・マハルを模倣して設計された。

### 略奪
アウラングゼーブの死から十数年後、アーグラの街は地方領主に占領され、タージ・マハル内ムムターズ・マハルの墓石に掛けられていた真珠を散りばめた刺繍布チャーダルが奪われた。チャーダルはイスラーム教聖人の墓石に通常掛けられているが、なぜかその後作り直されなかった。1764年にはスーラジュ・マル率いるヒンドゥー教徒のジャート族によって堂内の宝石類が剥ぎ取られた。
1803年、イギリス東インド会社がアーグラ支配を確固たるものにすると、彼らもタージ・マハルで略奪を働いた。この時、丸屋根の上にある頂華を包む金箔が剥がされた。1828年から総督に就いたウィリアム・ペンディングはタージ・マハルを退廃的と見て、解体しイギリスで売り払う提案をしたというが、これは実行されなかった。

### 雷雨
2020年5月29日にインド北部を襲った激しい雷雨により損傷したことが同月31日に明らかになった。

## 観光

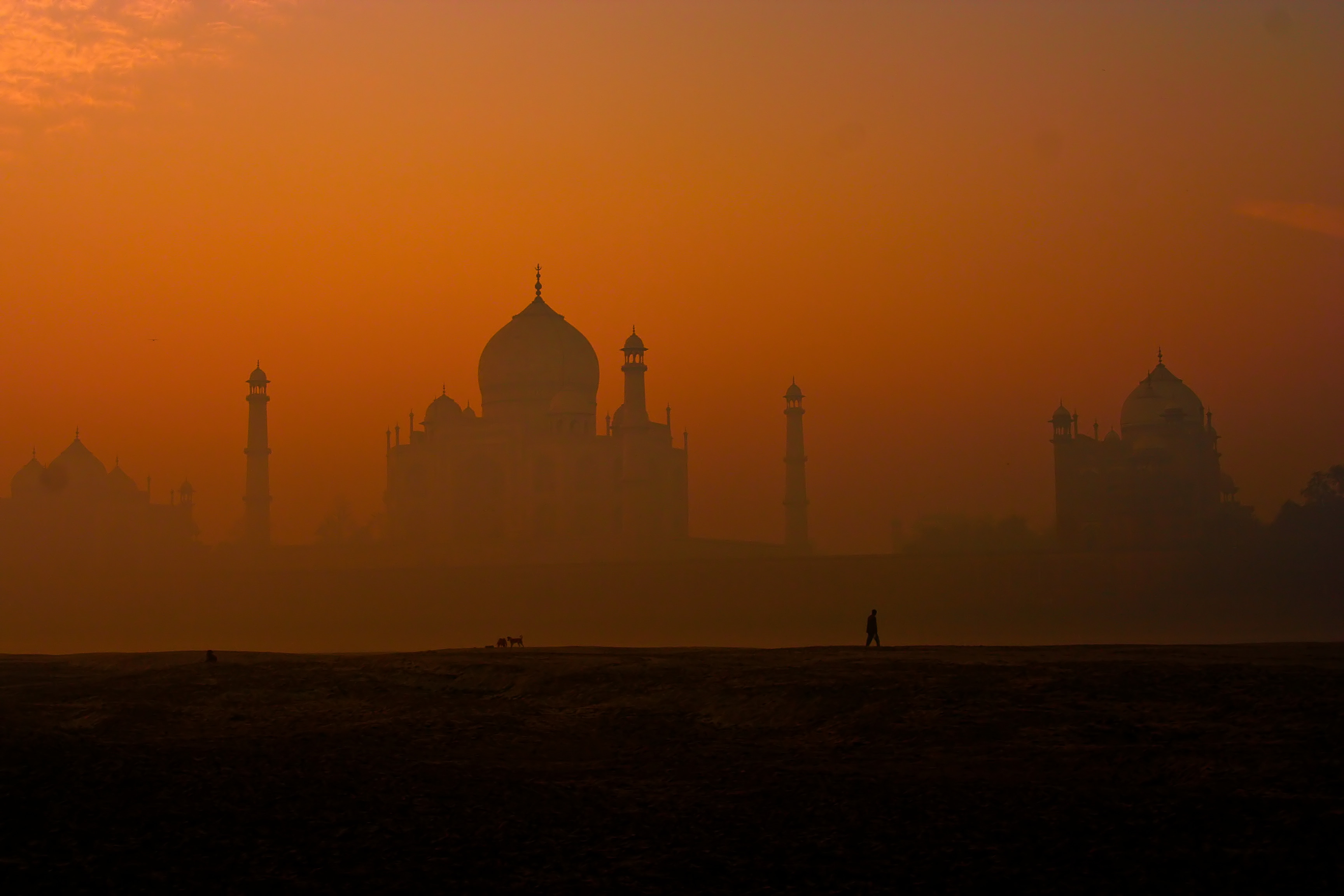
霧の立ち込めた朝に

タージ・マハルはインド観光の目玉的存在であり、多くの観光客を魅了している。ユネスコの記録ではすでに2001年に200万人以上の観光客を記録しており、2014年には約700万〜800万人に増加した。2017年段階でも少なくとも年間700万人の観光客が訪れている。
タージ・マハルの入場料は2段階の価格となっており、インド国民の入場料は大幅に安く、外国人料金は高額に設定されている。2018年には、インド国民の料金は50インド・ルピー、外国人観光客の入場料は1100ルピーである。ただし入場待ちの行列はインド人観光客の方が圧倒的に長いため、外国人の方が待ち時間が少ない特典もある。最も観光客が訪れるのは、涼しい時期である10月、11月、2月である。排気ガスを出す交通手段は施設の近くでは禁止されているため、観光客は駐車場から歩くか電気バスに乗らなければならない。Khawasspuras（北の中庭）は現在新しいビジターセンターとしての使用のために修復されている。
タージ・マハルの南に位置するTaj GanjiまたはMumtazabadとして知られる小さな町は、当初タージ・マハルを訪れる人々や労働者のためのキャラバンサライ、バザール、および市場によって構成されていた。約1億人が投票して2007年に発表された新・世界七不思議などのように、お勧めの旅行先のリストには、しばしばタージ・マハルの名が挙げられる。
営業時間は通常朝6時から19時の間であるが、金曜日は基本的に休日で、礼拝のためにモスクが昼の12時から14時の間開くだけである。夜間の入場は本来できないが、満月の夜とその前後2日間のみ夜間入場が許可される。ただし、金曜日およびラマダンの時期は夜間入場は行われていない。

## 環境問題
インドの経済成長に伴い大気汚染が深刻化し、タージ・マハルの損傷が問題化している。排ガスによる直接的な汚れの他、酸性雨によって大理石が溶解する現象などが報告されている。政府はこれを防止するため周辺での石炭の利用禁止や、駐車場からタージ・マハルへ向かう手段を排気ガスを出さない電気自動車に限るなどの対策を取っているが白い大理石の黄ばみが目立ってきており、この汚れを取るために施設の表面に泥を塗り、乾燥させてからこそげ落とす処理を2015年・2016年と行った。
さらに入場者数の激増により施設に負担がかかっているとして、2018年よりインド国民の入場者数を1日4万人に制限することを発表した。週末には7万人以上が訪れていた訪問者を減らすのが目的であるが、平日の平均入場者数は1万から1万5000人であり、また外国人観光客にはこの制限は適用されない。しかしその後も汚染は悪化の一途をたどり、2018年5月2日にはインドの最高裁判所がインド政府のタージ・マハルの保護の怠慢を激しく非難した。また、同年4月12日には暴風によって入口の門の尖塔2本が倒壊した。

## 登録基準
この世界遺産は世界遺産登録基準のうち、以下の条件を満たし、登録された（以下の基準は世界遺産センター公表の登録基準からの翻訳、引用である）。
- (1) 人類の創造的才能を表現する傑作。

## 軍事的観点
インド政府はタージ・マハルはパキスタン空軍の空爆の標的になりやすいと考えており、パキスタンとの緊張が高まった時期には、タージ・マハルに布をかぶせて偽装を行っている。また、容易に偽装できるよう、中央ドームの外壁にフックが打ち込まれている。

## 伝説

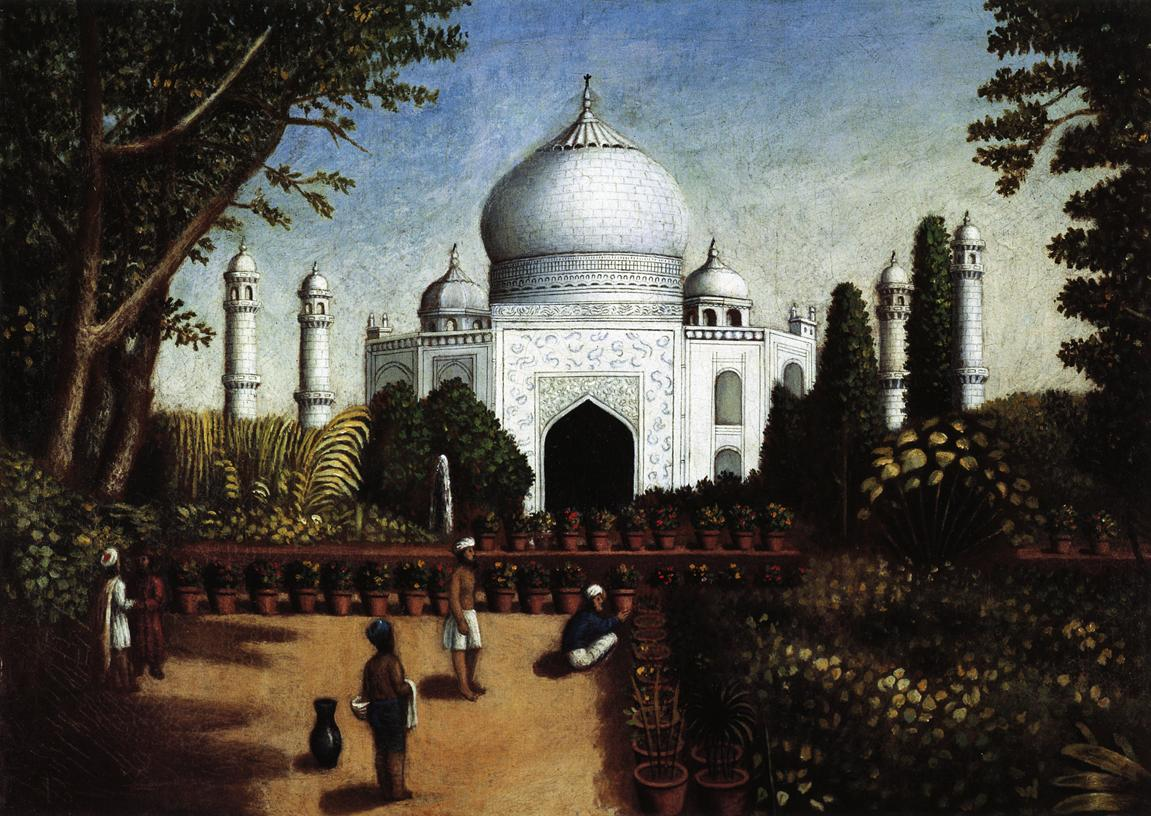
タージ・マハル エラストゥス・ソールズベリー・フィールド画

### 両手を切り落とされた工匠
タージ・マハル造営を命じられた工匠は、美しいムムターズ・マハルを秘かに慕っている男だったという。彼はその想いを建設に注ぎ、シャー・ジャハーンを満足させる美しい墓廟を完成させた。シャー・ジャハーンが工匠に褒美を取らせようと王宮に呼んだところ、工匠は、墓廟を完成できたことで満足だと答えた。シャー・ジャハーンは男が内に秘めたものに気づき、男に両手を前に出すよう命ずると「これが褒美だ」と剣でその両手を切り落としたという。

### 対岸の黒大理石の墓廟
シャー・ジャハーンはヤムナー川の対岸に対となる自分自身の黒大理石の廟の建設を構想していたともいう。これは、タージ・マハルがイスラーム建築の原則である対称性に則していないことから発したもので、北岸に同じ形の黒い墓廟があれば南北の対称性は果たされる。
シャー・ジャハーンの失脚で、白大理石のタージ・マハルと対となる、黒大理石の墓廟の計画は幻に終わった。北岸の胸壁と望楼は、その基礎工事の名残とも言われる。

### ヨーロッパ人の設計者
タージ・マハルの設計には、ヴェネツィア出身の金細工師ジェロニモ・ヴェロネオという男が名を連ねたという。19世紀に「密林の中に発見した」タージ・マハルは、イギリス人にとって驚きのものだった。未開の地にある荘厳な建造物に、やがてヨーロッパ人の関与があったという発想に至った。1884年に出版された『北西インドの歴史と地誌』第2巻には、ジェロニモ・ヴェロネオが300万ポンドの費用で建設を請け負ったが、1641年にスペイン人の托鉢僧マンリケが同地を訪問した時にはヴェロネオは死去しており、コンスタンティノープルから来たトルコ人のエフェンディが引き継いだという説を紹介し、大理石を象嵌した技術はフランスのボルドー出身のオスティンヌという工匠が支援したとも添えた。
この説はヨーロッパで広く知られ、1957年ケンブリッジ大学出版局刊『インド史』第4巻ではヴェロネオが設計図を皇帝に献じたと、1972年ニューズウィーク出版の『ザ・タージ・マハール』も、タージ・マハル建設の名誉を自らのものにし同じような建造物が二度と建てられないようにするため、皇帝が工匠頭ヴェロネオを断首したことはセバスチャン・マンリケの口伝にあると記した。